# Szymanów (powiat de Sochaczew)
Szymanów [ʂɨˈmanuf] est un village polonais de la gmina de Teresin dans le powiat de Sochaczew et dans la voïvodie de Mazovie. C'est l'endroit du sanctuaire de Notre-Dame de Jazłowiec.